# 앤절라 킨제이
앤절라 킨지(Angela Kinsey, 1971년 6월 25일 ~ )는 미국의 배우이다.

## 출연 작품

### 영화
- 결혼 면허 따기 (2007)
- 퍼리 벤전스 (2010)
- 스트럭 바이 라이트닝 (2012)
- All Stars (2014)
- Laid in America (2016)
- 핫 봇 (2016, Hot Bot)
- Swing State (2016)
- 하프 매직 (2018, Half Magic)

### 텔레비전
- 킹 오브 더 힐 (1997-98)
- 오피스 (2005-13)
- 탐정 몽크 (2007-08)
- 뉴 걸 (2013-14)
- Your Family or Mine (2015)
- 프레시 오프 더 보트 (2018)
- 네버 해브 아이 에버 (2020)
- 악플러는 꺼져주세요 (2016-17, Haters Back Off)
- 더 레이트 레이트 쇼 위드 크레이그 퍼거슨 (2005)